# Tatort: Tod im All
Tod im All ist die 350. Folge des Tatorts und die elfte Folge mit der von Ulrike Folkerts verkörperten Ludwigshafener Ermittlerin Lena Odenthal und die zweite mit dem von Andreas Hoppe gespielten Ermittler Mario Kopper. Aufzuklären ist der Tod eines Autors, der Kontakt zu Außerirdischen gehabt haben soll. Tragende Rollen sind besetzt mit Hans-Günter Martens, Adolf Laimböck, Walter Gontermann, Johanna Liebeneiner, Marquard Bohm, Carol Campbell und Dietmar Schönherr.
Die für den Adolf-Grimme-Preis nominierte Folge wurde erstmals am 12. Januar 1997 ausgestrahlt und war eine der letzten Tatort-Produktionen des SWF vor dessen Fusion mit dem SDR zum SWR.

## Handlung
Bei der Polizei Ludwigshafen geht ein mysteriöser Anruf ein: Der anonyme Informant, der sich via Satellit meldet, gibt an, dass der Ufologe und Buchautor Lunik van Deeling ermordet worden sei. Die Polizisten finden an der bezeichneten Stelle jedoch keine Leiche, aus der Luft fällt ihnen vielmehr ein unbekannter Neubau eines Wasserturms auf. Van Deelings Verleger Axel von Saalfeld behauptet, sein Klient sei mit Außerirdischen verreist. Tatsächlich gibt es Grund für diese These, aber die mit dem Fall befasste Kriminalkommissarin Lena Odenthal weigert sich, daran zu glauben.
Kurz darauf wird die Leiche der Journalistin Eva Bergmann aufgefunden, die offenbar Hinweise über die Hintergründe des Verschwindens von van Deeling hatte. Von deren Kollegin Anke Engelke erfährt Odenthal, dass van Deeling fest davon überzeugt war, in Kontakt zu Außerirdischen gestanden zu haben. Schließlich erzählt dessen Frau Renate, ihr Mann habe sich in letzter Zeit verändert. Auch sie glaubt daran, dass van Deeling eine Begegnung der dritten Art hatte, was zudem Odenthals Freundin Johanna Silber für plausibel hält. 
Odenthal hat nun das Gefühl, sie sei nur von Verrückten umgeben, zumal sich der geheimnisvolle Anrufer wieder meldet und über sie und den Ermittlungsstand detaillierte Kenntnisse zu haben scheint. Zusammen mit ihren Kollegen findet sie heraus, dass Saalfeld seinen Bestsellerautor um Geld betrogen hatte und die Radiomoderatorin dabei war, diesen Betrug aufzudecken. Daraufhin schmiedet Odenthal einen Plan und will Saalfeld mit seinen eigenen Mitteln schlagen: Sie überredet Anke, ein altes Interview mit van Deeling neu umzuschneiden, sodass dieser von seinem jüngsten Ausflug in außerirdische Welten erzählt. Als dieses Gespräch als angebliches Live-Interview ausgestrahlt wird, bekommt Saalfeld weiche Knie und wird beim Graben nach der Leiche van Deelings im Wald erwischt. Alsdann gesteht er die Morde an van Deeling und an der Radiomoderatorin, die er beide tötete, um seinen Betrug an van Deeling zu verdecken.  
Daraufhin wird Odenthal noch in Fundortnähe an einer Taxirufsäule angerufen. Am anderen Ende der Leitung ist der Anonyme, der ihr wünscht, mit der Lage der Dinge leben zu können. Nachdem er sich abrupt von ihr verabschiedet, entpuppt sich der Wasserturm plötzlich als Ufo und fliegt davon.

## Produktionsnotizen
Die Dreharbeiten fanden hauptsächlich in der Bergwaldsiedlung bei Karlsruhe und dem dazugehörenden Waldstück statt. Hier steht auch der futuristische Wasserturm. Das im Film gezeigte Planetarium befindet sich in Mannheim. Die Szenen beim Radioprogramm SWF3 wurden in den Originalräumen des Senders in Baden-Baden gedreht.
Der verschwundene Schriftsteller wurde von Dietmar Schönherr dargestellt, der 1965 die Hauptrolle in der deutschen Science-Fiction-Fernsehserie Raumpatrouille – Die phantastischen Abenteuer des Raumschiffes Orion hatte.
Anke Engelke und Stefanie Tücking spielten sich selbst als Radiomoderatorinnen, die sie seinerzeit tatsächlich bei SWF3 waren.
Odenthal geht mit ihrer Freundin Johanna zu einem Auftritt von Nina Hagen, die dann später Odenthal in einem Albtraum erscheint. Hagen behauptet von sich, in den 1980er Jahren eine Begegnung der dritten Art gehabt zu haben.

## Kritik
TV Spielfilm zeigte mit dem Daumen nach oben, gab für Humor und Action je einen und für Spannung zwei von drei möglichen Punkten und befand: „Ein angenehm ironischer ‚Tatort‘, der Ulrike Folkerts’ Nüchternheit aufs feinste mit grassierender Ufo-Hysterie kontrastiert – eine hübsche Idee für einen packenden Krimi. Auch die Besetzung van Deelings mit Dietmar Schönherr ist ein gelungener Gag. Schließlich war Schönherr in ‚Raumpatrouille‘ (1968) Kommandant des schnellen Raumkreuzers Orion. Und zum Schluss hebt die Folge sogar richtig ab!“ Fazit: „Nicht nur kosmisch, sondern auch komisch.“